# I Thought I Lost You
«I Thought I Lost You» —en español: «Pensé que te perdí»— es una canción pop interpretada por la cantautora y actriz Miley Cyrus y el actor John Travolta. Cyrus y Jeffrey Steele la compusieron y este último la produjo. Radio Disney la lanzó como promoción para la película animada Bolt (2008) y su banda sonora; en la película, Cyrus retrata la voz de Penny y Travolta la de Bolt. La canción fue grabada después de que los cineastas pidieron a Cyrus que compusiera una canción para la película. Es un tema teen pop cuya letra habla de perderse y encontrarse.
«I Thought I Lost You» recibió una nominación para los Broadcast Film Critics Association en la categoría de mejor canción y el Globo de Oro a la mejor canción original, pero perdió ambas nominaciones ante «The Wrestler» de Bruce Springsteen de la película El luchador (2008). El vídeo musical tiene a Cyrus y Travolta interpretando la canción en un estudio de grabación con clips de Bolt. La cantante promovió el tema en varias actuaciones en directo.

## Antecedentes

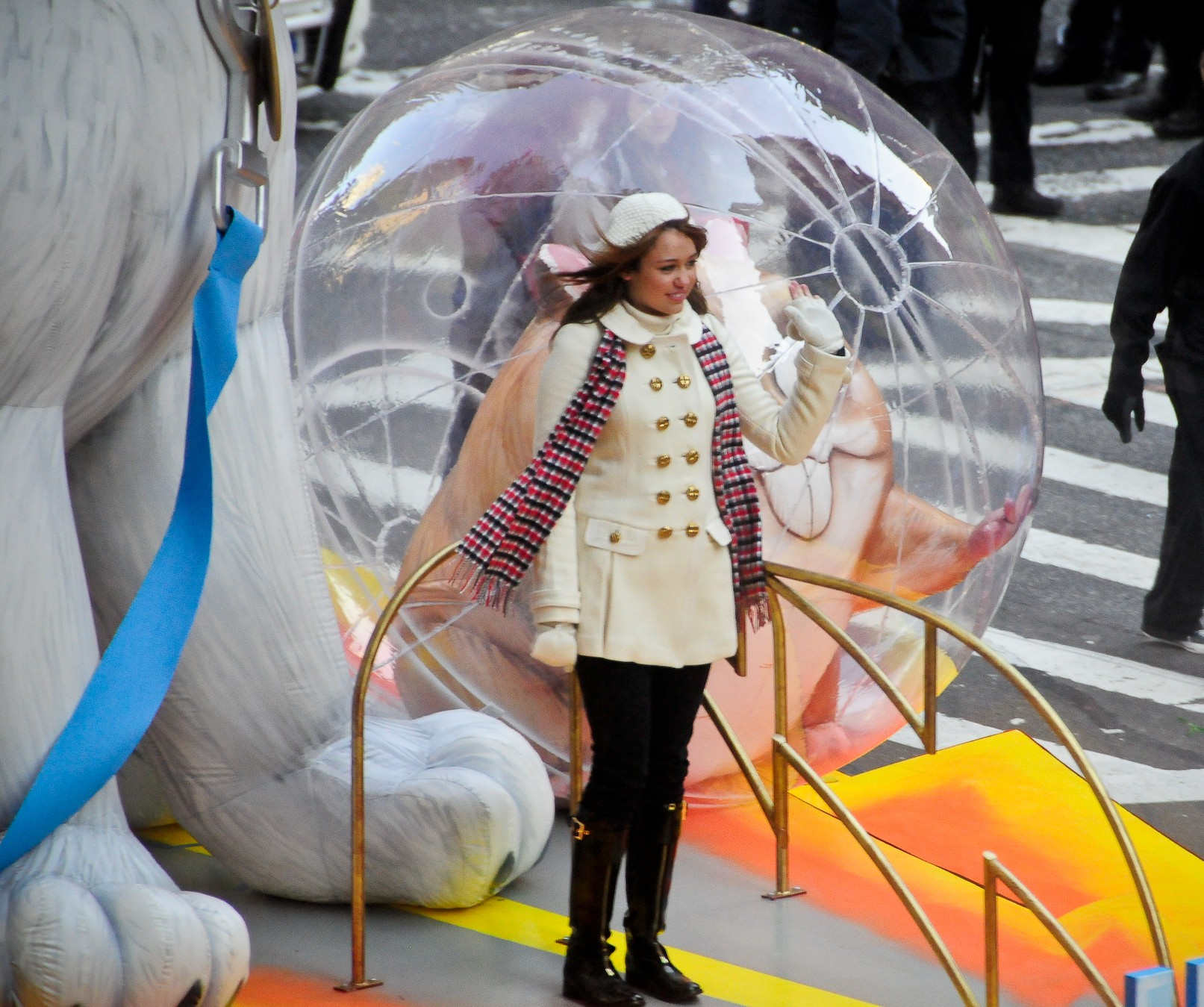
Cyrus interpretando «I Thought I Lost You» en el Macy's Thanksgiving Day Parade de 2008.

Cyrus se involucró en Bolt una vez que fue elegida como el personaje Penny, la dueña de Bolt. Los cineastas le pidieron escribir una canción para ella y John Travolta, quien interpreta a Bolt. Ella coescribió la canción con la ayuda de Jeffrey Steele, quien también la produjo, en un corto periodo de tiempo, ya que tenía una fecha de vencimiento. El escenario de la película varió en distintas ciudades de los Estados Unidos, ya que Cyrus pensó que ella podía capturar en la canción. «No es solo hacer algo que suene desde Hollywood y producido realmente, pero podríamos añadir un pequeño tañido country», dijo. La intérprete dijo que el proceso de escritura fue fácil. Antes de terminarla, Travolta acordó en cantarlo, creyendo «bueno, será una linda canción, sea lo que sea». Después de escucharla, quedó sorprendido por las habilidades de composición de Cyrus, diciendo: «Ella es muy talentosa en la escritura, y realmente quería escribir algo bueno para mí como el personaje Bolt, así que salió de su camino con su compañero de escritura para llegar a algo bueno, y realmente creo que lo logró».
John Lasseter, productor ejecutivo del film, decidió hacer «I Thought I Lost You» el tema de Bolt, desde entonces resume líricamente la trama de la película. Él dijo: «La canción resume el tema de esta película. Tú sabes, un perro y su dueño y ambos se separan, pero ellos se aman mucho — hay una recompensa tan emocional cuando estos personajes se reúnen, y creo que eso es lo que habla la canción». Lasseter pensaba que la pista funcionó exclusivamente, pero funcionó mejor para la película. «I Thought I Lost You» es una de las dos canciones de la banda sonora de Bolt y fue lanzada en Radio Disney para promover la película y su banda sonora que lo acompaña.

## Composición
«I Thought I Lost You» es una canción teen pop que incorpora elementos de pop rock y dura tres minutos y seis segundos. Su instrumentación incluye la guitarra eléctrica y el piano. Se encuentra en compás de 4/4 a un ritmo de rock moderado de ciento tres pulsaciones por minuto. Está interpretada en la clave de mi♭ mayor y la voz de Cyrus abarca dos octavas, desde sol3 a la♭5. El tema sigue la progresión armónica mi♭-la♭sus2. La canción habla de «perderse y encontrarse, con un tema de lealtad».

## Respuesta crítica
La pista recibió críticas mixtas de los críticos contemporáneos. William Ruhlmann de Allmusic escribió, «El álbum comienza con una canción pop/rock, 'I Thought I Lost You', que curiosamente suena como un dúo de amor entre John Travolta, un hombre de cincuenta y cinco años, y la estrella del pop y de la televisión adolescente, Miley Cyrus, hasta que se recuerda que el personaje de Travolta en la película es un perro». «I Thought I Lost You» recibió una nominación para los Broadcast Film Critics Association Award en la categoría de mejor canción, pero perdió frente a «The Wrestler» de Bruce Springsteen, de la película El luchador (2008). También fue nominado para el Globo de Oro a la mejor canción original en los Premios Globo de Oro de 2008, pero también perdió ante «The Wrestler». Un revisor no acreditado de Los Angeles Times pensó que la canción podría haber sido nominada y ganar el Óscar a la mejor canción original en los Premios Óscar de 2008. Sin embargo, indicó que la probabilidad del evento fue destrozada por «un grave obstáculo [únicamente utilizado en los créditos finales de Bolt] y mucha competencia de Disney».

## Vídeo musical e interpretaciones en directo
Disney Channel estrenó el vídeo musical de «I Thought I Lost You» el 3 de noviembre de 2008. Comienza con un clip de Bolt en la que uno de los personajes de la película, Rhino, grita: «¡Que empiece!». Luego, varios clips de la película se muestran rápidamente hasta que Cyrus y Travolta aparecen en un estudio de grabación. Durante el resto del vídeo, las escenas se alternan entre los intérpretes actuando a clips de Bolt. Termina con Rhino realizando un breve paso de baile.
La cantante estrenó «I Thought I Lost You» en directo el 12 de noviembre de 2008 en un concierto al aire libre televisado por Good Morning America. También la interpretó en el Macy's Thanksgiving Day Parade de 2008.

## Premios y nominaciones
| Año  | Ceremonia de premiación            | Premio                 | Resultado | Ref.  |
| ---- | ---------------------------------- | ---------------------- | --------- | ----- |
| 2008 | Broadcast Film Critics Association | Mejor canción          | Nominado  | [ 4 ] |
| 2008 | Premios Globo de Oro               | Mejor canción original | Nominado  | [ 5 ] |